# Filomela (imię)
Filomela – imię żeńskie pochodzenia greckiego (Φιλομηλα), złożone z członów φιλος (filos) — "przyjaciółka" i μελος (melos) — "pieśń", a oznaczające "przyjaciółka pieśni". Imię to nosiła jedna z postaci w mitologii greckiej.